# Berliner Morgen-Zeitung
Die Berliner Morgen-Zeitung war von 1889 bis 1939 eine regionale deutsche Tageszeitung im Großraum Berlin. Publiziert wurde sie bis 1934 im Rudolf Mosse Verlag, anschließend  über die Buch- und Tiefdruck GmbH und ab 1937 im Deutschen Verlag. Das Blatt kostete 10 Pfennig und erschien durchschnittlich mit acht Seiten einmal täglich, wobei die Montagsausgabe zumeist nur zwei und die Dienstagsausgabe nur sechs Seiten umfassten. Als Volksblatt konzipiert richtete sich die Zeitung an Arbeiter und Kleinbürger. Die politische Bedeutung der Zeitung war gering.

## Wissenswertes
Die erste Ausgabe der Berliner Morgen-Zeitung erschien am 1. April 1889. Mit dem Blatt trat Rudolf Mosse gezielt in Konkurrenz zum Berliner Lokal-Anzeiger des Scherl-Verlags sowie der Berliner Morgenpost des Ullstein Verlags. Nach eigenen Aussagen des Gründers, erhob die Zeitung von Anbeginn einen „volkstümlichen, kleinbürgerlichen Charakter ohne hochpolitische Ambitionen“ und richtete sich an die „breiten, unteren Bevölkerungsschichten.“ Als Wahlspruch hatte die Zeitung die biedere Sentenz: „Im Wesen echt. Im Handeln recht. Im Worte klar. Im Sinne wahr.“

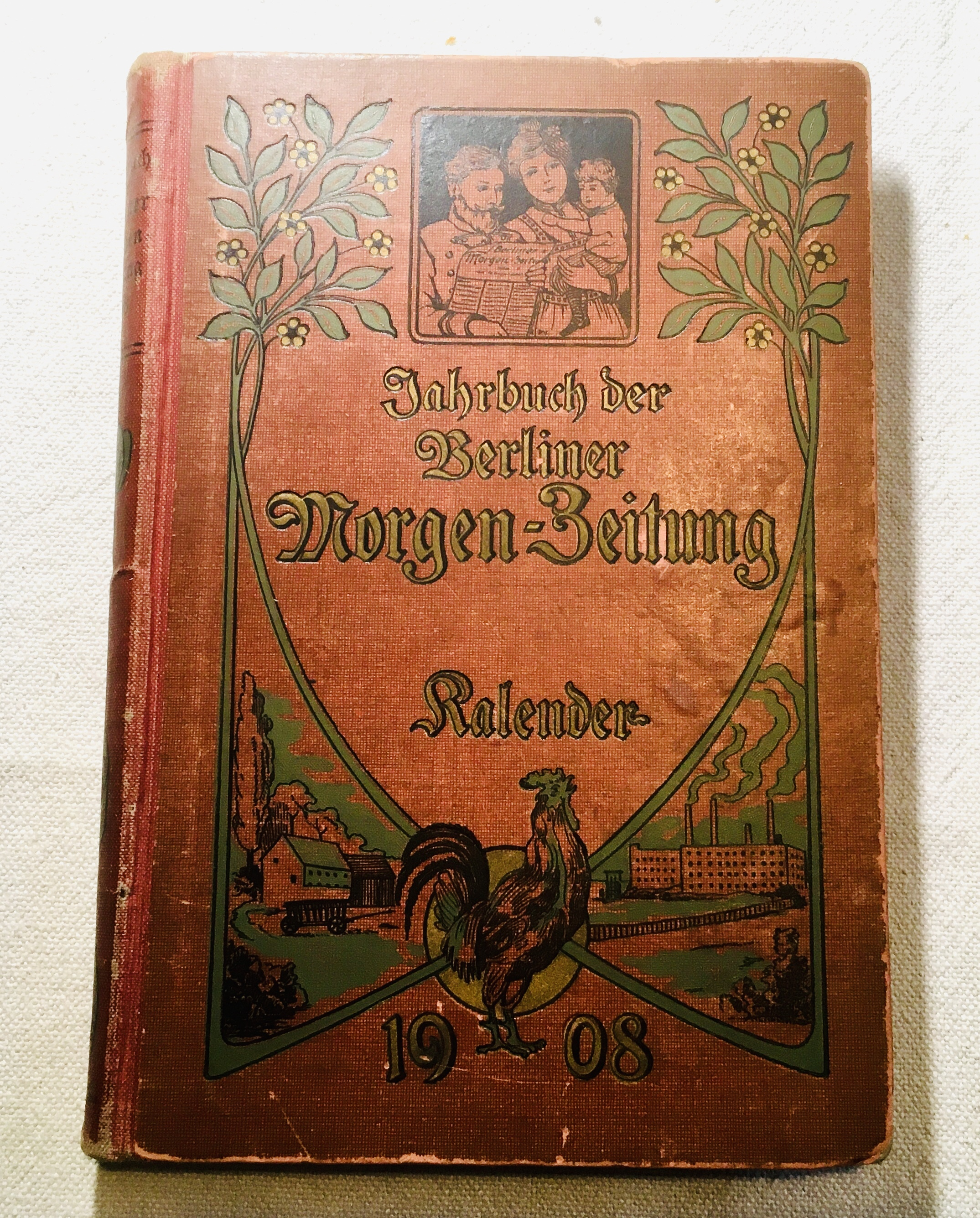
Jahrbuch der Berliner Morgen-Zeitung, Kalender 1908

Dementsprechend wurde über Vorgänge aus Politik, Landwirtschaft, Gewerbe und Industrie nur kurz informiert. Inhaltlicher Schwerpunkt waren Sensationsberichte wie Rekorde, Unfälle, Attentate, Verbrechen  und sonstige Ausnahme-Tatbestände. Unverkennbar bestand eine enge Verwandtschaft zur Berliner Volks-Zeitung sowie dem Berliner Tageblatt, die ebenfalls dem Hause Mosse entstammten. So kamen auf den Seiten der Berliner Morgen-Zeitung nicht selten die gleichen Fortsetzungsromane, gleichen Fotos, gleichen Berichte und mitunter die gleichen Beilagen zum Abdruck. Als spezielle Sonderdruckbeilagen beinhaltete das Blatt jährlich ein Kochbuch in Heftform, ein Jahrbuch sowie einen Kalender.
Nach Eigenangaben des Mosse-Konzerns soll die Auflage kurz nach Gründung der Zeitung bei knapp 60 000, dann 1902 bei 150 000 und von 1911 bis 1929 stagnierend bei 100 000 Exemplaren gelegen haben. Diese firmeneigene Statistik zweifelten bereits zu dieser Zeit Aktionäre, Kreditgeber und Werbende an. Unter den rund 4 700 existierenden Tages- und Wochenzeitungen tobte ein aggressiver Kampf um Anzeigenkunden, sodass Verleger schon damals die Auflagenhöhe wegen des Tausenderkontaktpreises gern nach oben korrigierten. In diesem Zusammenhang stellte die Hausbank des Mosse-Konzerns 1929 fest, dass den 3,2 Millionen Einwohnern in Berlin nur 308 900 Haushalte und 147 in der Reichshauptstadt erscheinende beziehungsweise reichsweit 4 700 Tages- und Wochenzeitungen gegenüberstanden.
Unwahrscheinlich sind die Angaben auch deshalb, weil oft in den gleichen Zeiträumen Auflagenzahlen für die Berliner Volks-Zeitung von 160 000 und für das Berliner Tageblatt von 300 000 angegeben wurden. Wird dann allein noch der Ullstein Verlag berücksichtigt, der genauso zeitgleich mit seiner Berliner Morgenpost 623 000 und mit der Berliner Illustrirte Zeitung sage und schweige 1 952 740 Exemplare erzielt haben will, dann kann das Ganze als „reductio ad absurdum“ bezeichnet werden. Einheitliche Kontrollmechanismen wurden erst ab 1933 installiert. Als gesichert gelten lediglich die Angaben für folgende Jahre:
- 1929: 45 000 Exemplare gemäß Ermittlung im Zuge der Eröffnung des Konkursverfahrens
- 1933: 20 000 Exemplare gemäß Ermittlung des Reichsministeriums für Volksaufklärung und Propaganda
- 1937: 11 500 Exemplare gemäß Ermittlung des Deutschen Verlags[11][12]

Auf die inhaltliche Linie der Berliner Morgen-Zeitung übte spätestens nach der Novemberrevolution 1918 Theodor Wolff, der Chefredakteur des Berliner Tageblatts, einen erheblichen Einfluss aus. Entgegen der Intentionen des Gründungsvaters erfuhr das Blatt nach dessen Tod zunehmend eine starke Politisierung, was zu einem dramatischen Auflagenrückgang führte. Wolffs Nähe zur Deutschen Demokratischen Partei (DDP) sowie seine linksliberale Agitation in allen Mosse-Publikationen standen im deutlichen Widerspruch zu den Bedürfnissen und Problemen insbesondere der Leserschaft der Berliner Morgen-Zeitung. Dies gipfelte in Artikeln über Programme des „Sozialen Kapitalismus“, in denen Arbeiter und Unternehmer sich gegenseitig „Pflicht, Recht, Leistung und Gewinn“ anerkennen sollten. Diese visionären Vorstellungen waren bei steigender Arbeitslosigkeit, Kürzung von Sozialleistungen, Steuererhöhungen sowie unter dem Druck der Reparationslasten völlig realitätsfremd. Dementsprechend erreichten die Linksliberalen gegen Ende der Weimarer Republik bei Wahlen nur noch etwa ein Prozent und sanken zur Bedeutungslosigkeit herab.
Nach dem wirtschaftlichen Zusammenbruch der Rudolf Mosse OHG sollte die Zeitung 1932 abgewickelt werden. Auf Veranlassung von Joseph Goebbels wurde die Liquidation gestoppt. Speziell hierfür erfolgte 1934 die Gründung der Buch- und Tiefdruck GmbH als Auffanggesellschaft, in welcher fortan Zeitungen des insolventen Mosse-Konzerns hergestellt wurden. Im Zuge des Vierjahresplans und der damit verbundenen Rationalisierungsmaßnahmen kam die Berliner Morgen-Zeitung 1937 zum Deutschen Verlag. Die letzte Ausgabe erschien am 15. Februar 1939. Offiziell wurde angegeben, dass die Zeitung nicht eingestellt, sondern künftig mit der Berliner Morgenpost und dem Berliner Lokal-Anzeiger zur Berliner Morgenpost vereinigt werde.